# Gregory Hines
Gregory Oliver Hines (14. veljače 1946. – 9. kolovoza 2003.), američki plesač, pjevač, glumac i koreograf.
Rođen je u New Yorku, a obitelj mu je bila umjetnički nadarena. S ocem i starijim bratom Mauriceom često je javno nastupao i plesao.
Tijekom ranih 1970-ih u Veniceu, Kalifornija bio je glavni pjevač i glazbenik sastava Severance (Otpremnina). Taj sastav bio je jedan od kućnih sastava kluba u kojem je radio.
U doba kada je step bio pomalo zaboravljen on je u njega unio novi dah i osuvremnenio ga.
Uspio ga je približiti mladoj publici.
Kao glumac je također bio uspješan snimivši dvadesetak uloga, jedna od kojih je ona u sitcomu Will i Grace.
Njegov umjetnički idol bio je Sammy Davis Jr. S njim je jednom i nastupio, a posjetio ga je prije smrti.
Na njegovom sprovodu Gregory je bio shrvan i rekao je da mu je veliki zabavljač napravio gestu "kao da mi dodaje košarkašku loptu...i ja sam je uhvatio."
Smisao te geste je objasnio kao želju da on nastavi gdje je Sammy stao zbog bolesti.
Ženio se dva puta, ali nije imao djece.
Glumio je u filmovima "The Cotton Club", "Bijele noći", "Tap", "Smiješna strana povijesti" i mnogim drugima.
Dobio je nagradu Tony 1992., a bio je suvoditelj dodjele 1995. i 2002. godine.
Gregory Hines umro je od raka jetre u 57. godini u svom domu u L.A-u